# Фатяхдинов, Марат Тахирович
Марат Тахирович Фатяхдинов (род. 14 июня 1974, Москва) — российский парафутболист, нападающий паралимпийской сборной России. Чемпион Паралимпийских игр 2000 по футболу 7x7, заслуженный мастер спорта России.
Выпускник МГАФК.

## Награды
- Почетная грамота Правительства Российской Федерации (28 ноября 1996) — за выдающиеся достижения в области спорта среди инвалидов и проявленные при этом мастерство, мужество и волю к победе.[2]
- Медаль ордена «За заслуги перед Отечеством» II степени (29 сентября 2008) — за заслуги в развитии физической культуры и спорта и многолетнюю добросовестную работу.[3]
- Заслуженный мастер спорта России.